# Thomas Greminger
Thomas Greminger (Lucerna, 22 aprile 1961) è un diplomatico svizzero.
Dal 18 luglio 2017 al luglio 2020 è stato Segretario Generale dell'Organizzazione per la sicurezza e la cooperazione in Europa (OSCE). Da Maggio 2021 è Direttore del Geneva Centre for Security Policy. È altresì un alto ufficiale delle forze militari svizzere.

## Biografia
Thomas Greminger ha studiato storia, economia e scienze politiche all'Università di Zurigo concludendo gli studi con un dottorato in storia. La sua tesi recava il titolo "Gruppi di ordine a Zurigo. L'impiego di Militari, Polizia e Guardie comunali tra novembre 1918 e agosto 1919".
Nel 1990 è entrato a far parte del corpo diplomatico del Dipartimento federale degli affari esteri. Dopo alcuni tirocini a Berna, Tel Aviv e a Ginevra, ha ricoperto alcune cariche apicali del Dipartimento, sia in Svizzera che all'estero.
È stato, inter alia, collaboratore diplomatico tra il 1992 e il 1998, quindi vice-capo sezione e infine capo della Sezione Politica e Ricerca, che fa parte della Direzione per lo Sviluppo e la Cooperazione.
Dal 1999 al 2001 è stato Coordinatore della Cooperazione Svizzera per lo Sviluppo e incaricato d'affari dell'ambasciata di Maputo in Mozambico. Dal 2002 al 2004 ha lavorato in qualità di vice-capo del Reparto Politico per la Sicurezza Umana oltre a Capo della Sezione Politica di Pace. Successivamente è divenuto capo del Reparto Politico per la Sicurezza Umana e contestualmente è stato promosso Ambasciatore. Dal 2004 al 2010 ha presieduto il Centro di competenza per le Politiche di pace, diritti fondamentali, diritto umanitario e migrazioni.
A partire dal 2010 è stato ambasciatore svizzero presso l'OSCE, le Nazioni Unite e altre organizzazioni internazionali a Vienna. Durante la presidenza svizzera del 2014 ha coordinato i lavori del consiglio permanente e ha contribuito significativamente all'istituzione della Missione speciale di osservazione dell'OSCE in Ucraina. A partire dall'agosto 2015 è stato vice-direttore e capo del reparto Cooperazione Meridionale della Direzione per lo Sviluppo e la Cooperazione a Berna.
L'11 luglio 2017 è stato designato segretario generale dell'OSCE, prendendo il posto di Lamberto Zannier che si era dimesso a fine giugno. Nel termine dilatorio di cinque giorni non sono state presentate opposizioni, per l'incarico triennale di Greminger che è stato confermato all'unanimità. Greminger ha prevalso sugli altri quattro candidati Štefan Füle (Repubblica Ceca), Erlan Idrissow (Kazakistan), Alena Kupchyna (Bielorussia) e Ilkka Kanerva (Finlandia). Il segretario generale ha funzioni di rappresentanza del presidente in esercizio, di amministrazione dell'OSCE e di direzione del Segretariato OSCE. L'incarico può essere rinnovato una volta per ulteriori tre anni.
A luglio 2020 Greminger non ha visto rinnovato il suo mandato, così come a Harlem Dèsir (Francia), Ingibjörg Sólrún Gísladóttir (Islanda) e a Lamberto Zannier (Italia). L'Azerbaigian e il Tagikistan hanno bloccato il consueto rinnovo del mandato di Désir per le "critiche eccessive" da questi espresse sulla situazione dei media in Azerbaigian. Il Tagikistan e la Turchia hanno impedito invece il prolungamento del mandato di Gísladóttir. Francia, Islanda, Canada e Norvegia erano disposte ad approvare soltanto in blocco i quattro funzionari, impedendo così anche la rielezione di Greminger e Zannier. Nel dicembre 2020 è stata eletta come nuovo segretario generale Helga Schmid (Germania). A Gísladóttir, Désir e Zannier sono succeduti rispettivamente Matteo Mecacci (Italia), Teresa Ribeiro (Portogallo) e Kairat Abdrachmanov (Kazakistan).
Da maggio 2021 Greminger dirige il Geneva Centre for Security Policy.

## Vita privata
Greminger è cresciuto nel cantone di Zurigo, ad Adliswil. Vive a Vienna ed è padre di quattro figlie. Oltre ad essere madrelingua tedesco, parla fluentemente l'inglese e il francese e ha anche buone conoscenze del portoghese. È appassionato di mountain biking, musica classica e moderna nonché di fotografia.